# Foreestenhuis
Het Foreestenhuis is een rijksmonument aan de Grote Oost in de Nederlandse stad Hoorn. De patriciërswoning bestaat uit drie samengevoegde panden met daarvoor een nieuwe gevel. De gevel is in 1724 in de Lodewijk XIV-stijl opgetrokken. De opdrachtgever voor het plaatsen van de gevel was dhr. Nanning van Foreest, hij was de rijkste man van de stad, is burgemeester geweest en ook bewindhebber van de West-Indische Compagnie.
De panden waren eerder al in gebruik door de familie Van Foreest, rond 1700 werd een van de panden door Jacob van Foreest bewoond. Jacob van Foreest was bewindhebber bij de Verenigde Oost-Indische Compagnie en ook een regent van Hoorn.

## Het pand
De gevel is bekroond met een kroonlijst. In het midden van de kroonlijst is het familiewapen van de familie Van Foreest aangebracht. Naast het wapen staan Venus en Diana en op de hoeken staan Athene en Mars. In het hek het monogram van Nanning van Foreest, naast het monogram twee bijlen gebonden in roedebundels. Deze roedebundels verwijzen naar zijn functie als burgemeester van Hoorn. Hoewel de gevel symmetrisch is in opzet, is deze toch asymmetrisch omdat de rechterzijde 81 centimeter breder is. Dit verschil komt door de indeling van het pand: de centrale gang moest op de plek komen door de drie niet even brede panden die achter de gevel schuil gaan.
Ten tijde van de verbouwing werd ook een marmeren gang met daarin palissanderhouten deuren aangebracht. De plafonds zijn voorzien van stucwerk waarin putti zijn aangebracht die portretmedaillons vasthouden. Een van de plafonds toont in een verbeelding van het verhaal over Het oordeel van Paris.
In het rechterpand is een kerkzaal aangebracht, deze is heden ten dage in gebruik bij de Doopsgezinde Remonstrantse Gemeente Hoorn. Het orgel in de kerkzaal is in 1865 door Hermanus Knipscheer gebouwd. De monumentale status van het orgel valt alleen op die delen. In 1947 is het orgel door Flentrop uitgebreid, deze onderdelen zijn niet beschermd.